# 프란츠 크사버 슈바르츠

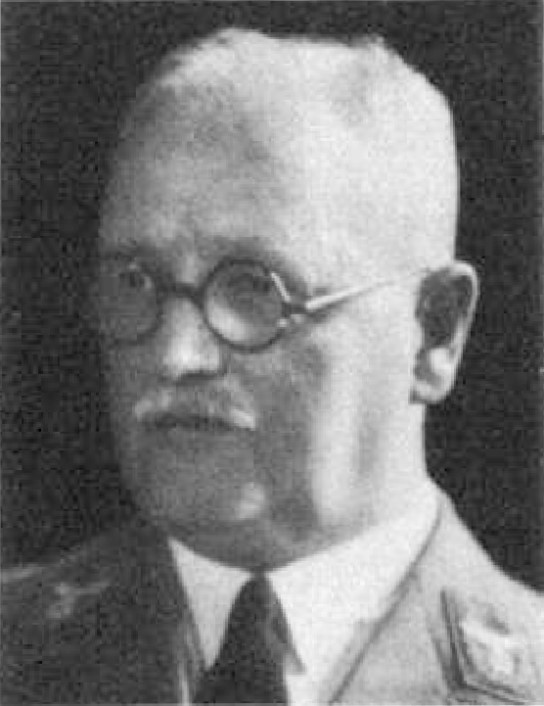

프란츠 크사퍼 슈바르츠(Franz Xaver Schwarz, 1875년 11월 27일 ~ 1947년 12월 2일)는 독일의 정치인이다. 나치 독일 정권기에 국가재정관리자(Reichsschatzmeister)를 역임했다.
슈바르츠는 바이에른 왕국 귄츠부르크에서 제빵사 부부의 여덟 자녀 중 일곱째로 태어났다. 귄츠부르크 직업훈련학교에서 고등학교 수준의 교육을 받았다. 1899년 8월 26일 베르타 브레허(Berta Breher)와 결혼했다. 1900년에서 1924년까지 뮌헨 시청의 행정공무원으로 일했다(제1차 세계 대전 중이었던 1914년-1918년은 제외). 1차대전 때 슈바르츠는 제국군 육군에서 중위로 복무했다. 이후 평생을 따라다닌 위장병 때문에 1916년 초부터 대부분의 야전 임무에서 배제되었다.
1922년 나치당에 입당했다. 1923년 11월의 맥주홀 폭동에 참여했고, 폭동이 실패로 돌아간 뒤 1925년 2월 27일 재창당 때 여섯 번째 당원으로 가입했다. 1925년 3월 21일에는 나치 당직자 업무에 충실하기 위해 뮌헨 시청 공무원 일을 그만두었다. 슈바르츠는 당의 재정 및 행정 기능을 복구하는 일을 했으며, 히틀러의 책 《나의 투쟁》 출판을 위한 자금을 모금했다.
슈바르츠는 정치적 업무에 거의 관여치 않는 행정당료였다. 예컨대 그는 요제프 괴벨스의 일기에 단 두 번밖에 언급되지 않는다. 처음 언급되는 것은 1926년 4월 9일자로, 괴벨스는 슈바르츠를 좋지 않게 평가하고 있다. 그러나 1944년 11월자 일기에서 괴벨스는 슈바르츠를 가장 믿을만한 당직자라고 썼다.
1933년 6월 친위대에 입대했다(번호 38,500번). 1933년 7월 1일 상급집단지도자가 되었다. 이후 1942년 4월 20일(히틀러의 생일) 무장친위대나 경찰직을 겸하지 않는 문관으로서 유일하게 최상급집단지도자 계급까지 올랐다.
1944년 6월 5일, 그해 4월에 있었던 뮌헨 공습에 대처한 공으로 1급 검 전공십자장을 수훈했다. 전쟁 말기에는 그륀발트에서 국민돌격대 1개 대대를 지휘하고 있다가 미군에 체포되었다. 이미 72세의 고령이었던 슈바르츠는 레겐스부르크 근교의 포로수용소에서 위장병으로 죽었다. 1948년 9월 뮌헨 탈나치 법정에서 이미 죽은 그를 "주요 가해자"로 분류했다.

## 참고 문헌
1. ↑  Zentner & Bedurftig 1997, 851쪽.
2. 1 2 3 4  Hamilton 1984, 340쪽.
3. 1 2  Biondi 2000, 7쪽.
4. ↑  Zentner & Bedurftig 1997, 851, 852쪽.
5. 1 2  Hamilton 1984, 341쪽.

- Biondi, Robert (2000). 《SS Officers List: SS-Standartenführer to SS-Oberstgruppenführer (As of 30 January 1942)》. Schiffer Military History Publishing. ISBN 978-0764310614.
- Hallgarten, George W. F. (1952). "Adolf Hitler and German Heavy Industry, 1931-1933", The Journal of Economic History.
- Hamilton, Charles (1984). 《Leaders & Personalities of the Third Reich, Vol. 1》. R. James Bender Publishing. ISBN 0-912138-27-0.
- Orlow, Dietrich (1973). The History of the Nazi Party: 1933-1945. University of Pittsburgh Press.
- Weinberg, Gerhard L. (1955). "Hitler's Private Testament of May 2, 1938", The Journal of Modern History.
- Zentner, Christian; Bedurftig, Friedemann (1997) [1991]. 《The Encyclopedia of The Third Reich》. New York: Da Capo Press. ISBN 978-0-3068079-3-0.